# Anna Olsson
Anna Olsson (Timrå, Norlândia Ocidental, 14 de março de 1964) é uma ex-velocista sueca na modalidade de canoagem.

## Carreira
Foi vencedora da medalha de Ouro em K-2 500 m em Los Angeles 1984.
Foi vencedora da medalha de Prata em K-4 500 m em Los Angeles 1984.
Foi vencedora das medalhas de Bronze em K-4 500 m em Barcelona 1992 e em Atlanta 1996.